# Jesús Domínguez Bordona
Jesús Domínguez Bordona, de nom complet Leonardo-Jesús Domínguez Sánchez-Bordona (Ciudad Rodrigo, 6 de novembre del 1889 - Tarragona, 30 de setembre del 1963) va ser un bibliotecari, arxiver i historiador espanyol.

## Biografia
Estudià al col·legi de San Cayetano de la seva població natal abans de començar estudis universitaris a Salamanca i completar-los a Madrid, on es doctorà el 1912 en Filosofia i Lletres. L'any 1913 ingressà al "Centro de Estudios Històricos" de la Junta para Ampliación de Estudios de Madrid, i es mantingué a l'entitat fins al 1936. Entrà al "Cuerpo Facultativo de Archiveros, Bibliotecarios y Arqueólogos" el 1915 i el 23 de juliol fou destinat a la biblioteca de la universitat d'Oviedo. El 30 de juny del 1917 permutà la plaça a Oviedo per la de responsable de la sala de manuscrits de la biblioteca Nacional d'Espanya. A partir del 1931 dirigí la biblioteca del Palau Reial de Madrid i hi impulsà la redacció i publicació dels Catalálogo de manuscritos de América i del Catálogo de grabados. Modernament se li ha reconegut l'aproximació científica que renovà la col·lecció bibliogràfica de Palau, aplegant, per exemple, tots els incunables en una col·lecció diferenciada.
Després de la guerra civil fou depurat i, el 1942, destinat forçós a la biblioteca provincial de Tarragona, d'on en fou director fins a jubilar-s'hi el 6 de novembre del 1959; continuà col·laborant-hi posteriorment amb càrrec honorífic. Se li atribueix que preservés de la destrucció un fons del Servei de Biblioteques del Front conservat a la biblioteca tarragonina.
Va ser autor de poesies i d'estudis literaris i històrics, amb articles a un gran nombre de publicacions espanyoles, alemanyes i portugueses. Col·laborà en la col·lecció "Biblioteca de Clásicos Castellanos", i feu estudis literaris dedicats a Alfons X el Savi i a la prosa castellana del segle xv, editant i comentant clàssics de la literatura castellana com Cristóbal de Castillejo, Fernando del Pugar o Fernán Pérez de Guzmán. També conreà extensament el camp bibliogràfic, amb nombrosos estudis sobre el miniaturisme hispànic, i fou autor del Catálogo de manuscritos catalanes de la Biblioteca Nacional (1931) i de Manuscritos de la Biblioteca Pública de Tarragona (1954), a més de molts altres treballs. Localment, escriví al Diario Español de Tarragona amb el pseudònim Magín Evangelista, i tingué diverses col·laboracions al Boletín del Archivo Bibliográfico de Santes Creus entre 1954 i 1960. Als darrers anys de la seva vida traduí del francès llibres religiosos per a l'editorial Herder.
Fou acadèmic corresponent de la Reial Acadèmia de Bones Lletres (1958) i de la Real Academia de la Historia, membre corresponent de l'Institut d'Estudis Catalans i conseller numerari de l'Institut d'Estudis Tarraconenses. El seu fons documental es conserva a l'arxiu del Centro de Ciencias Humanas y Sociales (Madrid), provinent del donatiu de Manuel Gómez-Moreno. Domínguez Bordona fou distingit el 1934 per l'Academia de Historia amb el premi "Talento de la Historia".

## Obres
Selecció
- Poesía popular, colección de canciones populares extranjera.  Ciudad Rodrigo: Viuda e hijos de Cuadrado, 1906.
- Exposición de códices miniados españoles. Catálogo.  Madrid: Sociedad Española de Amigos del Arte, 1929.[11]
- La miniatura española.  Barcelona: Gustavo Gili, 1929-1930. Traduïda a diversos idiomes
  -  Die Spanische Buchmalerei vom siebten bis siebzehnten Jahrhundert.  Leipzig: H. Schmidt &. C. Günther : Pantheon Verlag für Kunstwissenschaft, 1930.
  -  Spanish Illumination.  Firenze-Paris: Pantheon-Pegasus Press, 1930.
  -  Spanish Illumination.  Nova York: Hacker Art Books, 1969.
- El arte de la miniatura española.  Madrid: Plutarco, 1932 (col. Índices de Pintura Española).[12]
- Catálogo de los manuscritos catalanes de la Biblioteca Nacional.  Madrid: Biblioteca Nacional, 1931.
- Manuscritos con pinturas. Notas para un inventario de los conservados en colecciones públicas y particulares de España.  Madrid: Centro de Estudios Históricos, 1933 (col. Fichero de arte antiguo).
- Lafuente Ferrari, Enrique. «El arte de la miniatura española». A: Breve historia de la pintura española.  Madrid: Plutarco, 1934 (col. Misiones de Arte).
- Manuscritos de América.  Madrid: Biblioteca de Palacio, 1935 (Catálogo de la Biblioteca de Palacio, 9).
- «La Biblioteca de Don Ramon Foguet canónigo tarraconense (1725-1794)». A: Miscel·lània Puig i Cadafalch. vol. I.  Barcelona: Institut d'Estudis Catalans, 1947-1951, p. 243-253.
- «La Biblioteca del virrey don Pedro Antonio de Aragón 1611-1690». Boletín arqueológico. Real Sociedad Arqueológica Tarraconense, año XLVIII, 1948.
- «Notas sobre el "Missale Tarraconense" de Rosenbach: a propósito de un nuevo ejemplar». Biblioteconomía, boletín de la Escuela de Bibliotecarias de Barcelona, Año V, nº 18, 1948, pàg. 88-93. ISSN: 0006-1778.
- «La Biblioteca del virrey don Pedro Antonio de Aragón Addenda, Libros conservados en Poblet». Boletín arqueológico. Real Sociedad Arqueológica Tarraconense, año L, 1950.
- La miniatura.  Barcelona: Argos, 1950.
- El Escritorio y la primitiva biblioteca de Santes Creus. Noticia para su estudio y catálogo de los manuscritos que de dicha procedencia se conservan.  Tarragona: Instituto de Estudios Tarraconenses Ramón Berenguer IV, 1952.
- Manuscritos de la Biblioteca Pública de Tarragona.  Tarragona: Diputación Provincial de Tarragona, 1954 (col. Instituto de Estudios Tarraconenses Ramón Berenguer IV, 11).
- Diccionario de iluminadores españoles.  Madrid: Imp. Maestre, 1957.
- «Manuscritos de San Bernardo en la Biblioteca de Tarragona». Scriptorium: revue internationale des études relatives aux manuscrits, vol. 12, nº 2, 1958, pàg. 238-246. ISSN: 0036-9772.
- «Incunables de la Biblioteca de Tarragona». Revista de Archivos, Bibliotecas y Museos, tomo LXIX, nº 2, 1961, pàg. 559-620.
- «La "Práctica mercantivol" de Joan Ventallol». Gutenberg-Jahrbuch, 1961, pàg. 118-121.
- Catálogo de la exposición de códices miniados españoles. XVI Congreso de editores.  Barcelona: INLE, 1962.
- «Miniatura». A: Ars Hispaniae, 18: Miniatura. Grabado. Encuadernación.  Madrid: Plus Ultra, 1962.

### Edicions de textos
- Castillejo, Cristóbal de. Obras.  Madrid: Ediciones de "La Lectura", 1926-1928 (Clásicos castellanos, 72, 89, 88, 91).[13]
- Instrucción de Fray Fernando de Talavera para el régimen interior de su palacio.  Madrid: Tip. de Archivos, 1930.[14]
- Proceso inquisitorial contra el escultor Esteban Jamete.  Madrid: Junta para ampliación de estudios e investigaciones científicas, Centro de Estudios Históricos, 1933.
- Pulgar, Fernando del. Claros varones de Castilla.  Madrid: Ediciones de "La Lectura", 1923 (Clásicos castellanos, 49).
- Pulgar, Fernando del. Letras. Glosa a la copla de Mingo Revulgo.  Madrid: Espasa-Calpe, 1929 (Clásicos castellanos, 99).
- Pérez de Guzmán, Fernán. Generaciones y semblanzas.  Madrid: Ediciones de "La Lectura", 1924 (Clásicos castellanos, 61).
- Trujillo del Perú a fines del siglo XVIII, dibujos y acuarelas que mandó hacer el obispo D. Baltasar Jaime Martínez Compañón.  Madrid: Patrimonio de la República. Biblioteca de Palacio, 1936.
- Valera, Juan «Cartas ineditas de Don Juan Valera (1824-1905)». Revista de la Biblioteca, archivo y Museo del Ayuntamiento de Madrid, núms. II y III, 1925 y 1926, pàg. 53-109, 237-252; 430-462. Eitat en extret:  Cartas ineditas de Don Juan Valera (1824-1905).  Madrid: Imp. Municipal, 1926.

Les edicions que feu a la col·lecció Clásicos Castellanos han estat reeditades diverses vegades per l'editorial Espasa-Calpe

### Traduccions
- Les jeunes et la foi de Pierre Babin ( Los jóvenes y la fe, 1962.); Le Chrétien et le Monde Moderne de Jean Daniélou ( El cristiano y el mundo moderno, 1963.); Dimensions de la charité de Louis-Joseph Lebret ( Dimensiones de la caridad, 1961.); Directoire de Charles de Foucauld ( Hermano Carlos de Jesús Directorio, 1963.); Saint Antoine du Desert d'Henri Queffelec ( Sant Antonio del Desierto, 1957.)